# Talmi-Teshub

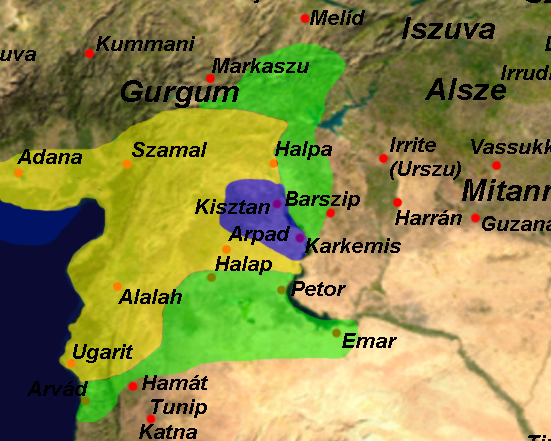
Les changements territoriaux de Karkemish au cours de son existence. Bleu-jaune = formation au milieu du XIIe siècle, vert = territoires acquis à la fin du siècle

Talmi-Teshub (écrit aussi Talmi-Teššub ou Talmi-Teshup) est un prince hittite vice-roi de Karkemish, tributaire de l'Empire hittite, au sud du Hatti (au nord de la Syrie actuelle) de la fin du XIIIe siècle av. J.-C. au milieu du XIIe siècle av. J.-C. Le roi hittite du Nouvel Empire Suppiluliuma ier était son trisaïeul.

## Vie
Sous son règne, le royaume de Karkemish semble avoir bien traversé les troubles de la chute de l'Empire hittite. 
Un sceau trouvé à Ugarit permet d'établir qu'il était fils et successeur d'Ini-Teshub. Comme vassal à Karkemish de l'Empire hittite, il disposait néanmoins d'une large autonomie. C'est ainsi qu'il décida du divorce de princesse hittite Ehli-Nikkal et du roi d'Ugarit Ammurapi.
Des fragments d'un contrat avec Suppiluliuma ii trouvés à Hattusa laissent penser que le roi de Karkemish avait, à la fin de l'Empire hittite, un pouvoir et une autorité comparables à ceux du Grand Roi de Hatti.
Son fils et successeur, Kuzi-Teshup, est connu comme Grand Roi, selon un sceau trouvé à Lidar Höyük ainsi que des inscriptions laissées par les rois de Melid, aujourd'hui Malatya.

## Lignage
L'arbre généalogique ci-dessous est une reconstruction possible, parmi d'autres, du lignage de la famille royale de l'empire hittite. La nomenclature des souverains, les liens de parenté demeurent obscurs par de nombreux aspects,,.